# Diocèse anglican de Clogher
Ne doit pas être confondu avec Diocèse catholique de Clogher.
Le diocèse de Clogher est un diocèse anglican de l'Église d'Irlande dépendant de la province d'Armagh.
Les deux cathédrales diocésaines se trouvent respectivement à Clogher et Enniskillen.